# Цзяньшуй
Цзяньшу́й (кит. упр. 建水, пиньинь Jiànshuǐ) — уезд Хунхэ-Хани-Ийского автономного округа провинции Юньнань (КНР).

## История
После завоевания Дали монголами и вхождения этих мест в состав империи Юань в 1275 году была создана Цзяньшуйская область (建水州), вошедшая в состав Линьаньского региона (临安路); власти региона разместились в Тунхае. После того, как 1382 году провинция Юньнань была захвачена войсками империи Мин, «регионы» были переименованы в «управы», и Линьаньский регион стал Линьаньской управой (临安府), власти которой перебрались в Цзяньшуйскую область. При империи Цин в 1770 году Цзяньшуйская область была понижена в статусе, став уездом Цзяньшуй. В октябре 1912 года уезд Цзяньшуй был расформирован, а его территория перешла под прямое управление властей управы, но так как после Синьхайской революции в Китае была произведена реформа структуры административного деления, в ходе которой управы были упразднены, то в 1913 году Линьаньская управа была расформирована, а на бывшей территории уезда Цзяньшуй был создан уезд Линьань (临安县). В 1914 году в связи с тем, что выяснилось, что в провинции Чжэцзян имеется уезд с точно таким же названием, уезду Линьань было возвращено название Цзяньшуй.
В 1922 году из уезда Цзяньшуй был выделен уезд Цюйси (曲溪县).
После вхождения провинции Юньнань в состав КНР в 1950 году был образован Специальный район Мэнцзы (蒙自专区), и уезды Цзяньшуй и Цюйси вошли в его состав.
В 1957 году Специальный район Мэнцзы и Хунхэ-Ханийский автономный район были объединены в Хунхэ-Хани-Ийский автономный округ.
Постановлением Госсовета КНР от 13 сентября 1960 года уезд Цюйси был присоединён к уезду Цзяньшуй.

## Административное деление
Уезд делится на 8 посёлков и 6 волостей.